# Pierre Klossowski
Pierre Klossowski (Parigi, 9 agosto 1905 – Parigi, 12 agosto 2001) è stato uno scrittore, traduttore e pittore francese.
Intellettuale ai margini della cultura accademica, le sue idee proliferarono nelle filosofie del periodo detto del post-strutturalismo (Gilles Deleuze e Michel Foucault in particolare), ed egli collaborò anche con André Gide e Georges Bataille.

## Biografia
Figlio dello storico dell'arte e pittore tedesco di origini aristocratiche polacche Erich Klossowski (1875-1949) e della pittrice polacca di origine ebraica Baladine Klossowska (nata Elisabeth Dorothea Spiro; 1886-1969), e fratello del pittore Balthus (il cui vero nome era Balthazar Klossowski). 

Dopo la separazione dei genitori, la madre fu compagna di Rainer Maria Rilke il quale fu, con André Gide (al quale Klossowski a 18 anni fece da segretario e curatore de I Falsari), uno dei mentori di Pierre.
Fu, assieme a Georges Bataille, tra i principali promotori della Nietzsche-renaissance che, nella vita culturale francese degli anni '60, pose al centro dell'attenzione un Nietzsche riletto alla luce del pensiero della differenza (i suoi testi su Nietzsche sono: Nietzsche et le cercle vicieux e Nietzsche, il politeismo e la parodia, dove l'"eterno ritorno" si rivela una tonalità emotiva, una Stimmung, prima di assurgere a pensiero dell'affermazione del saṃsāra).
Inoltre spetta proprio a lui un ruolo chiave nell'esegesi di un'opera complessa come quella del Marchese de Sade (nei due saggi, pubblicati poi assieme: Sade mon prochain e Le philosophe scélérat; ricordiamo che il secondo "corregge" l'impianto radicalmente teologico del primo, che ruotava interamente sulla nozione di un Dio che, morendo, portava via con sé anche la classica concezione di Io e il conseguente concetto di identità, in quanto non vi sarebbe Io senza un Dio che presieda alla sua unità).
Tra i suoi romanzi ricordiamo la trilogia Les lois de l'hospitalité composta da: La Révocation de l'Edict de Nantes; Roberte ce soir e Le Souffleur, opere in cui viene condotta una riflessione parallela sulle due tematiche apparentemente più distanti tra loro: teologia ed erotismo. Altra opera letteraria importante è Le Baphomet (tutti quanti riediti in Italia dalla casa editrice ES). Ebbe particolare rilievo come traduttore. Fu entusiasticamente accolta la sua versione dell'Eneide di Virgilio.
Fortunato fu l'incontro, avvenuto negli anni settanta, con il teatro di Carmelo Bene; incontro che prese la forma di due saggi importantissimi sul modo di recitare dell'attore italiano (Cosa mi suggerisce il gioco ludico di Carmelo Bene e Généreux jusqu'au vice) e che avrebbe dovuto consolidarsi appieno nella Biennale di Venezia 89-90 (diretta da Bene, che poi diede le dimissioni) con una messa in scena de Il bafometto, che però non ebbe luogo. Spesso messa in secondo piano è la sua importante opera pittorica, orientata a una reinvenzione della figurazione, attraverso un ripensamento dell'idea di simulacro. La sua intera produzione andrebbe riletta in questa chiave anche alla luce del lavoro svolto da suo fratello Balthus.
Klossowski lavorò anche nel cinema come attore (Au hasard Balthazar, 1966, Roberte, 1979) e come sceneggiatore (Roberte, tratto da Les lois de l'hospitalité e L'Hypothèse du tableau volé, 1979, ispirato al complesso delle sue opere).
Nel 1981 ricevette dal Ministero della Cultura francese il Grand Prix national des lettres.
Morì nel 2001, a 96 anni.

## Pubblicazioni
- 1947 - Sade mon prochain, Paris, Seuil.
- 1950 - La vocation suspendue, Paris, Gallimard.
- 1953 - Roberte ce soir, Paris, Éditions de Minuit.
- 1956 - Le bain de Diane, Paris, J.-J. Pauvert.
- 1959 - La révocation de l'Édit de Nantes, Paris, Éditions de Minuit.
- 1960 - Le souffleur ou le théâtre de société, Paris, J.-J. Pauvert.
- 1963 - Un si funeste désir, Paris: Gallimard.
- 1965 - Le baphomet, Paris, Mercure de France.
- 1967 - Sade mon prochain précédé de Le philosophe scélérat, Paris, Seuil.
- 1968 - Origines cultuelles et mytiques d'un certain comportement des dames romaines, Montpellier, Fata Morgana
- 1969 - Nietzsche et le cercle vicieux, Paris, Mercure de France
- 1970 - La monnaie vivante, Paris, E. Losfeld.
- 1974 - Les derniers travaux de Gulliver suivi de Sade et Fourier, Montpellier, Fata Morgana.
- 1980 - Les Tarots de Gianni Novak, Paris, Franco Maria Ricci.
- 1984 - La ressemblance, Marseille, Ryoân-ji.
- 1988 - Le Mage du Nord. Johann Georg Hamann, Montpellier, Fata Morgana.
- 1994 - L'adolescent immortel, Paris, Editions Lettres Vives.
- 2001 - Écrits d'un monomane. Essais 1933-1939, Paris, Gallimard, coll. « Le Promeneur »
- 2001 - Tableaux vivants. Essais critiques, 1936-1983, Paris, Gallimard, coll. « Le Promeneur »
- 2018 - Du signe unique : Feuillets inédits, préface de Guillaume Perrier, Paris, Les petits matins, coll. « Les grands soirs »
- 2019 - Sur Proust, édité et préfacé par Luc Lagarde, Paris, Serge Safran Éditeur (inédit)
- 2021 - Les Doublures. Manuscrits du Souffleur et autres documents, édition de Guillaume Perrier, Paris, Éditions Ismael

### Traduzioni
- 1930 - Friedrich Hölderlin, Poèmes de la follie, Paris, Editions Fourcade;
- 1930 - Franz Kafka, Le verdict, Bifur, 5;
- 1936 - Walter Benjamin, L'œuvre d'art à l'époque de sa reproduction mécanisée, Paris, Alca;
- 1936 - Max Scheler, Le sens de la souffrance, Paris, Aubier-Montaigne;
- 1937 - Walter Benjamin, L'angoisse mytiques chez Goethe, Les Cahiers du Sud, main-juin.
- 1938 - Søren Kierkegaard, Antigone, Paris, Les Nouvelles Lettres;
- 1945 - Franz Kafka, Pages du Journal intime, Fontaine, mai;
- 1946 - Johann Georg Hamann, Métacritique du purisme de la raison pure, Deucalion, 1;
- 1948 - Johann Georg Hamann, Les méditations bibliques avec une étude de Hegel, Paris, Minuit;
- 1948 - Tertulliano, Du sommeil, des songes et de la mort, La Licorne, hiver;
- 1954 - Friedrich Nietzsche, Le Gai Savoir, Paris, Club français du livre;
- 1959 - Svetonio, Vie des douze César, Paris, Club français du livre;
- 1959 - Gilles de Rais, Minutes, Paris, Club français du livre;
- 1961 - Ludwig Wittgenstein, Tractatus logico-philosophicus, Paris, Gallimard;
- 1962 - Lǐ Yú, Jeou-P'ou-T'ouan ou la chaircomme tapis de prière, Paris, J.-J. Pauvert;
- 1964 - Virgilio, L'Énéide, Paris, Gallimard;
- 1967 - Correspondance entre Rainer Maria Rilke et Lou von Salomé, Le Nouveau commerce, printemps-été.
- 1971 - Martin Heidegger, Nietzsche, Paris, Gallimard;
- 1976 - Friedrich Nietzsche, Fragments posthumes, Paris, Gallimard.

### Opere tradotte in italiano
- Il bagno di Diana, trad. di Gian Franco Vené, Silva, Milano 1962; trad. di Giancarlo Marmori, Franco Maria Ricci, Milano, 1983, poi ES, Milano, 1993; trad. di Giuseppe Girimonti Greco, Adelphi, Milano, 2018.
- Il bafometto, trad. it. Luciano De Maria, SugarCo, Milano 1966, Bompiani, Milano, 1989; ES, Milano, I ed. 1994; trad. di Giuseppe Girimonti Greco, Adelphi, Milano, 2017
- Sade prossimo mio preceduto da Il filosofo scellerato, trad. di Aurelio Valesi, SugarCo, Milano, 1970, Garzanti, Milano, 1975; trad. di Gaia Amaducci, ES, Milano 2003
- Origini cultuali e mitiche di un certo comportamento delle dame romane, trad. di Giancarlo Marmori, Adelphi, Milano 1973
- La vocazione interrotta, trad. di Guido Neri, Einaudi, Torino 1980;
- Nietzsche e il circolo vizioso, trad. di Enzo Turolla, Adelphi, Milano, I ed. 1981;
- Le leggi dell'ospitalità, trad. di Giancarlo Marmori, con due saggi di Michel Foucault e Maurice Blanchot, SugarCo, Milano, 1968; ES, Milano 2005 (trilogia in cofanetto):
  - La revoca dell'editto di Nantes (I), trad. di G. Marmori, SugarCo, Milano, 1982; poi ES, Milano 1996 ISBN 88-86534-11-6
  - Roberta stasera (II), trad. di G. Marmori, SugarCo, Milano, 1981; poi ES, Milano 1997 ISBN 88-86534-27-2
  - Il suggeritore (III), trad. di G. Marmori, SugarCo, Milano, 1983; poi Etas, Milano 1997 ISBN 88-86534-41-8
- La rassomiglianza, trad. it. di Giuliano Compagno e Jean-Louis Provoyeur, Sellerio, Palermo 1987
- La moneta vivente, trad. it. Rachele Chiurco, Mimesis, Milano 1989; trad. Aldo Marroni, Mimesis, Milano, 2008
- Introduzione a D.A.F. de Sade, La nuova Justine o Le disavventure della virtù, a cura di Giancarlo Pontiggia, Guanda, Parma 1992. ISBN 88-7746-645-6
- Rainer Maria Rilke e le Elegie di Duino, trad. con una nota di Aldo Marroni, Emiliani, Rapallo 1995
- Il segreto potere del senso: conversazioni con Alain Jouffroy, trad. di Giuseppe Zuccarino, Graphos, Genova 1996
- L'adolescente immortale, a cura di Guido Brivio, Bollati Boringhieri, Milano 1997
- Le ultime fatiche di Gulliver seguito da Sade e Fourier, trad. di Aldo Marroni, Tracce, Pescara 1997
- Nietzsche, il politeismo e la parodia, trad. it. di Federico Ferrari, con uno scritto di Maurice Blanchot, Milano: SE 1999. ISBN 88-339-1040-7
  - Nietzsche, il politeismo e la parodia, trad. it. di Giuseppe Girimonti Greco, Milano: Adelphi 2019. ISBN 9788845934049.
- Il mago del nord. Johann Georg Hamann, a cura di Aldo Marroni, Mimesis, Milano 2001
- Simulacra. Il processo imitativo nell'arte, a cura di Aldo Marroni, Mimesis, Milano 2002
- Simulacri letterari, Il puro e l'impuro della parola, a cura di Aldo Marroni, Mimesis, Milano 2005